# Szontagh Albert
Iglói Szontagh Albert (1818. november 7. – Budapest, 1892. június 30.) királyi tanácsos, ügyvéd.

## Élete
Szontagh Sámuel uradalmi ügyész és Mártonffy Janka fia. 1841-46-ban a herceg Eszterházy uradalmi gazdatisztje; 1847-55-ig az ózdi vasgyár pénztárnoka, az 1850-es években a miskolci kisdedóvó igazgatója, az evangélikus egyházkerület felügyelője, 1860-61-ben Borsod vármegye aljegyzője volt. Azután több évig a biztosítási ügyet szolgálta mint becslő; a kataszter szervezésénél központi felügyelőnek nevezték ki.

## Munkái
- Magyarország földbirtokosai... Az egyes vármegyék gazdasági leírását szerkesztette Németh József. Bpest, 1893.
- A korlátolt forgalmi birtokok kimutatása és Magyarország területének művelési ágak szerinti megoszlása. Kiadta a m. kir. földmívelési miniszter. Uo. 1893.